# Сен-Жан-де-Люз (кантон)
Сен-Жан-де-Люз (фр. Saint-Jean-de-Luz) — кантон во Франции, находится в регионе Аквитания, департамент Атлантические Пиренеи. Входит в состав округа Байонна.
Код INSEE кантона — 6424. Всего в кантон Сен-Жан-де-Люз входит 4 коммуны, из них главной коммуной является Сен-Жан-де-Люз.

## Население
Население кантона на 2012 год составляло 27 666 человек.
| 1962   | 1968   | 1975   | 1982   | 1990   | 1999   | 2006   | 2012   |
| ------ | ------ | ------ | ------ | ------ | ------ | ------ | ------ |
| 15 138 | 15 994 | 17 443 | 19 014 | 20 912 | 22 298 | 24 113 | 27 666 |

## Коммуны кантона
| Коммуна        | Население, чел. (2012) | Почтовый индекс | Код INSEE |
| -------------- | ---------------------- | --------------- | --------- |
| Бидарт         | 6513                   | 64210           | 64125     |
| Гетари         | 1304                   | 64210           | 64249     |
| Сен-Жан-де-Люз | 12 994                 | 64500           | 64483     |
| Сибур          | 6855                   | 64500           | 64189     |